# Synagoga Nowostrojeńska w Dyneburgu
Synagoga Nowostrojeńska w Dyneburgu (ros. Большая Новостроенская синагога) – żydowska bóżnica zbudowana w dzielnicy nowostrojeńskiej ówczesnego Dźwińska przy obecnej ul. K. Skryndy 79. 
Synagogę zbudowano w 1865 na terenie nowej dzielnicy Dyneburga. Nazywana była wielką synagogą, choć mogła pomieścić tylko 84 osoby. 
Była jedną z ponad 40 synagog w Dyneburgu (1920-1940).